# Харківський академічний театр музичної комедії
Харківський академічний театр музичної комедії — найстарший український театр музичної комедії, створений у Харкові 15 липня 1929 року, під назвою Перша державна українська музична комедія. Пам'ятка архітектури місцевого значення в стилі модерн, Великий зал — 1055 місць, малий — 352.

## Історія
Для колективу театру виділили будівлю театру-цирку «Мусурі» який вміщував 1055 глядачів у великому залі та 352 у малому залі.
З 1 квітня 1987 року колектив театру працює в Будинку Культури «Харчовик».
Перший театральний сезон розпочав 1 листопада 1929 року прем'єрою «осучасненої» оперети Жака Оффенбаха «Орфей у пеклі». Його відкриття урочисто відзначилося як велика перемога українізаційного курсу в державному масштабі.
Лідерами нового колективу стали учні українського режисера-реформатора Леся Курбаса — Борис Балабан (художній керівник), Януарій Бортник (режисер), Богдан Крижанівський (головний диригент) та письменник Остап Вишня і композитор та диригент Олексій Рябов. Вони відкрили в театрі «творчу лабораторію української музичної комедії» по створенню нового сучасного репертуару. Пошук нових мелодій, сучасних героїв та їх історій призвів до того, що спеціально для театру написали та поставили понад 60 вистав. Серед них такі перлини музичної комедії, як «Весілля в Малинівці», «Сорочинський ярмарок», Майська ніч".
Почавши з класики, під впливом школи Л. Курбаса в експериментальному стилі поставлені — «Орфей у пеклі» Ж. Оффенбаха, «Запорожець за Дунаєм» С. Гулака-Артемовського, «Циганський барон» Й. Штрауса.
Під час Другої світової війни концерти і вистави театру проходили на сценах Узбекистану, Киргизстану, Туркменістану. І в цей час харків'яни продовжували творчі експерименти, в результаті яких на матеріалі узбецького фольклору спеціально для харківських артистів написана дотепна музична комедія «Ходжа Насреддін».
В 1945 році колектив театру повернувся до Харкова. У повоєнні роки артистам аплодували в Середній Азії, Прибалтиці і на Кавказі. Глядачі з цікавістю співпереживали героям вистав «Дочка фельдмаршала», «Гурій Львович Сінічкін», «Дівочого переполоху», «Вія», «Сватання на Гончарівці». Найбільш значною віхою в розвитку театру стала зустріч з новаторською драматургією Володимира Маяковського феєрічною музичною комедією «Клоп».
Серед найкращих вистав: «Весілля на Малинівці» О. Рябова (головну роль Ганнусі виконувала Ю. Россіна), «Амурський гість» Д. Клебанова та В. Нахабіна, «Паливода» С. Жданова, «Зоряні ночі» К. Бенца, «Пальмовий острів» Г. Фінаровського, «На світанку» О. Сандлера.
Режисерами працювали М. Авах, Я. Бортник, Б. Балабан; диригенти: Б. Крижанівський, Б. Чебоксаров, балетмейстер та хормейстер В. Верховинець, солісти: В. Новинська, Д. Пономаренко, Л. Івашутич, Г. Рафальський та ін. Як гастролери в 20-их pp. виступали Йосип та Софія Стадники.
У 1970-1980 роки художнє керівництво театру звернулося до класики світової літератури, а в рецензіях все частіше звучало слово «вперше». І в рамках творчого пошуку на сцені йшли вистави за творами Теодора Драйзера («Сестра Керрі»), Гі де Мопасана («Милий друг»), Томаса Мана («Монарх, Блудниця і Чернець»).
На початку 1980-х режисер Олександр Барсегян поставив мюзикл Раймонда Паулса «Сестра Керрі». В цій виставі вперше на сцені музичної комедії з'явилися риси трагедії, з її філософською проблематикою.
«Феноменом сучасного танцювального мистецтва» назвали критики вистави у постановці балетмейстера Авнуна Якубова — хореографічні мініатюри «Ритм-балет» і балет-казку «Бембі».
У 1986 році колектив Харківського театру музичної комедії знову потряс театральну громадськість країни — постановкою рок-опери «Юнона» і «Авось», з живим звучанням оркестру. А в 1993 році поставили рок-оперу Ендрю Ллойда Веббера «Ісус Христос — суперзірка». Успіху вистав сприяли новаторські знахідки художнього керівника Юрія Старченко, головного диригента Шаліко Палтаджана та балетмейстера Авнуна Якубова.
Початок XXI століття колектив театру зустрів в пошуку нових інтерпретацій класики: режисер Аркадій Клейн разом з диригентом Ярославом Сорочуком, балетмейстером Іриною Клепіковою, ставлять культовий мюзикл Фредеріка Лоу «Моя чарівна леді». А до 200-річчя з дня народження видатного українського письменника Миколи Гоголя поставили музичну комедію «Сорочинський ярмарок» О. Рябова.
Своє 80-річчя колектив театру відзначив масштабним гала-концертом. У харківському Художньому музеї відкрилася виставка «Подорож у театральному просторі». В експозиції виставки: ескізи костюмів і макети декорацій, костюми до вистав, афіші над якими працювали художники театру в різні роки. Різноманітні за стилістикою та технікою виконання роботи художників показують еволюцію розвитку театрального мистецтва. Особливим доповненням виставки стали фотографії та рецензії про творчість колективу театру в різні роки. Після цієї події, у фоє театру відкрилася художня галерея «Погляд».

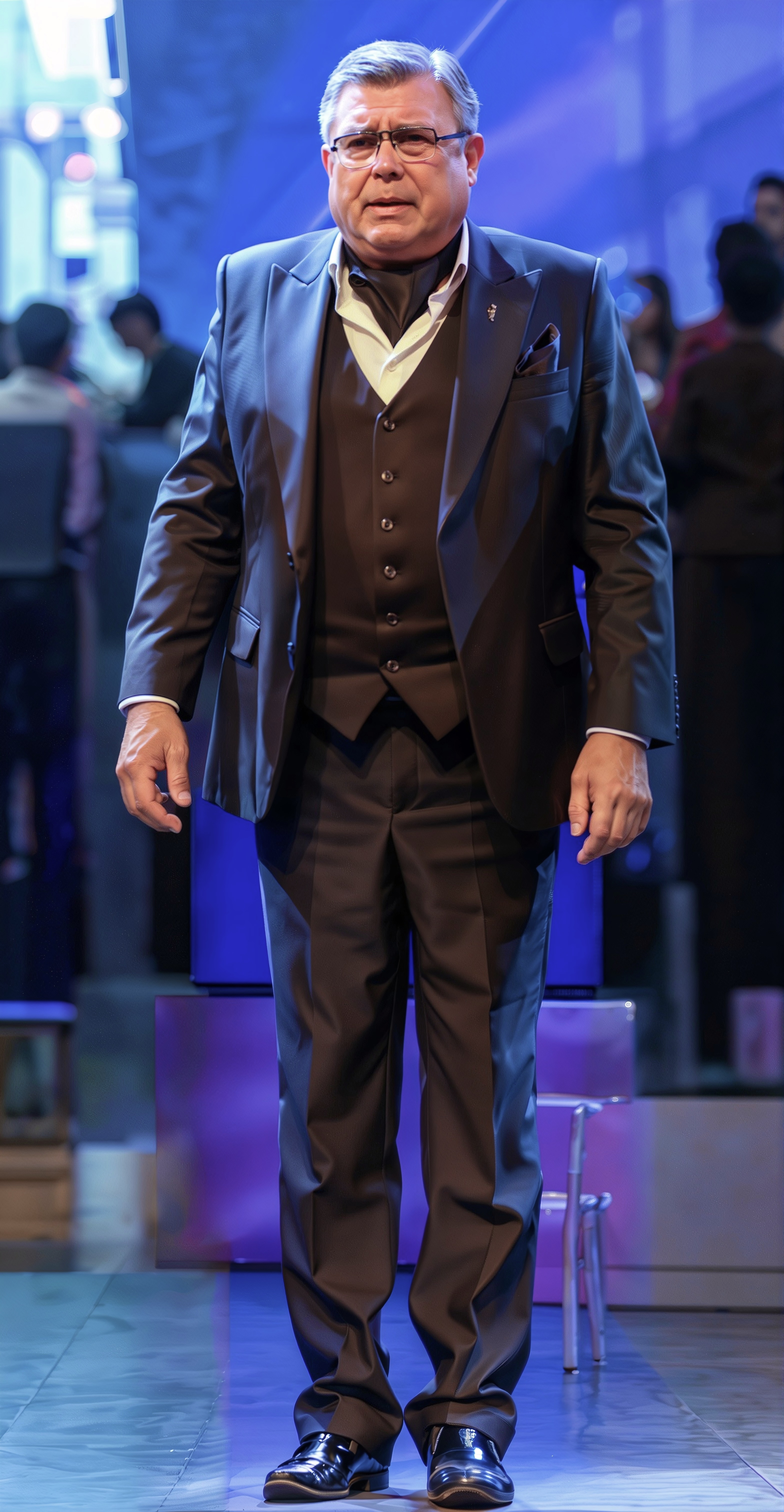
Директор та головний режисер Харківського академічного театру музичної комедії Ігор Миколайович Коваль

Новий виток розвитку театру пов'язаний з роботою Ігоря Коваля, який не тільки є директором театру, а й режисером-постановником музичної казки «Обережно! Чарівний ліс» та оперети «Прекрасна Галатея».
Режисер театру Олександр Драчов вперше на сцені театру поставив репертуарні гала-концерти «Всі секрети оперети», «Віват, Кальман», ревю для дітей «В гостях- у казки».
З 2010 року вистави Валентини Подорлової — музична комедія «Бабин бунт» та оперета «Циганський барон» — стали культурними подіями у Харкові.
Успішно пройшли прем'єри режисера Олексія Серьогіна — музична комедія «Авантюристи» та музична вистава для дітей «Вождь червоношкірих».
У репертуарі театру вистави для дорослих і дітей — найкращі зразки оперети, мюзиклу, музичної комедії, рок-опери та незвичайні бенефіси і яскраві концерти, які йдуть російською та українською мовами.
Ведеться робота по підготовці до випуску книги про історію Харківського академічного театру музичної комедії.
Вночі 14 жовтня 2023 року в театрі сталася пожежа. Горіли підсобні приміщення та гримерна на третьому поверсі на площі 40 квадратних метрів. Ліквідацією пожежі займалися 11 одиниць техніки та 54 бійці ДСНС. Жертв та постраждалих немає.

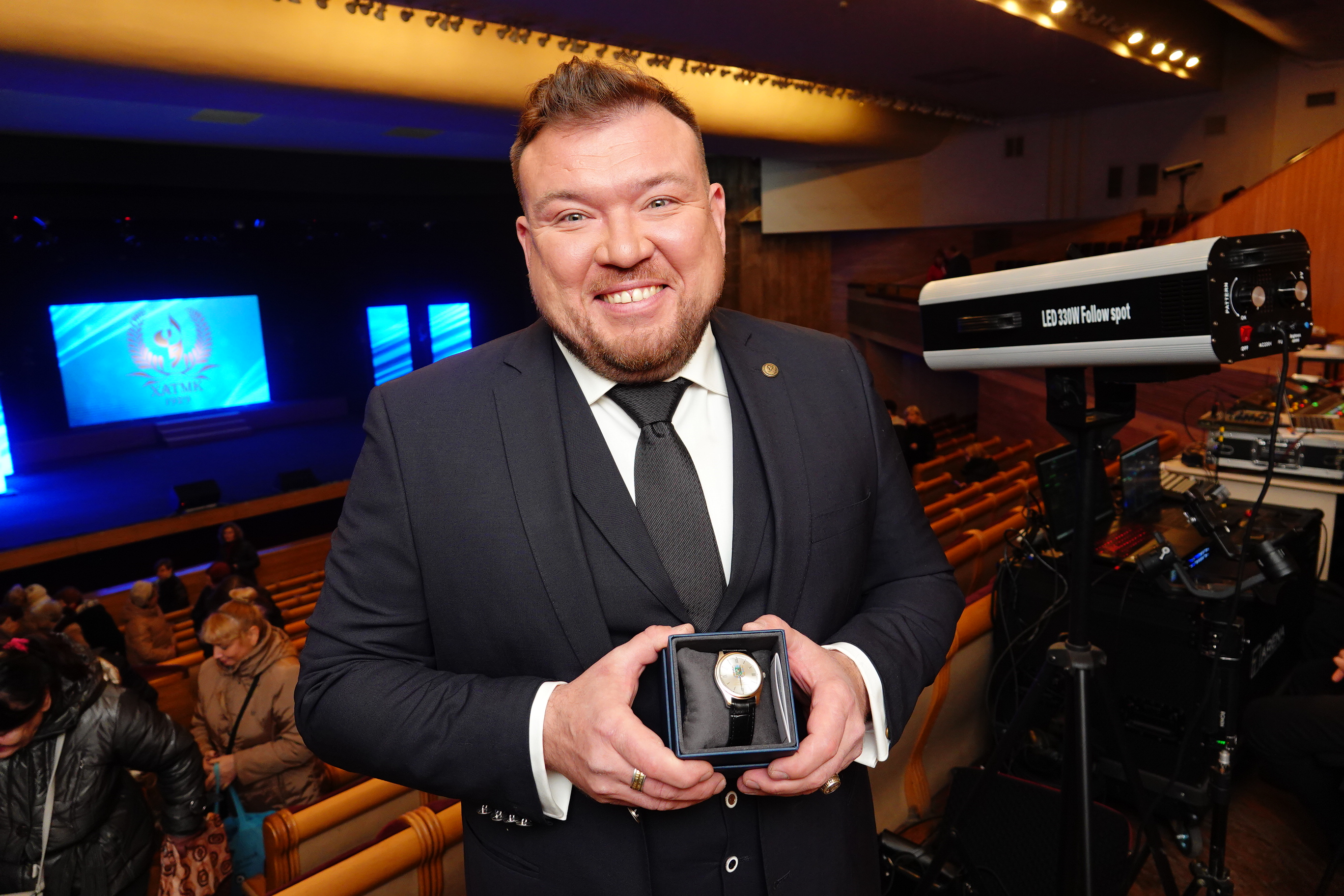
Режисер Харківського академічного театру музичної комедії Серьогін Олексій Ігорович отримав відзнаку під час святкування 95-річчя театру.

11 листопада 2024 року театр відзначив 95-річчя. Працівники театру отримали відзнаки обласної ради – за багаторічну плідну працю, високий професіоналізм, відданість своїй професії, вагомий особистий внесок у розвиток театрального мистецтва. Попри труднощі війни, колектив продовжує виступати для військових та переселенців на різних майданчиках, включаючи метро й лікарні. Відео-ролик на YouTube

## Освітня діяльність
Колектив театру музичної комедії надає великого значення популяризації мистецтва серед підростаючого покоління. Сьогодні колектив Харківського академічного театру музичної комедії — це театрально-музичний осередок, на базі якого працюють — Оперна студія Харківського національного університету мистецтв імені І. П. Котляревського та дитяча театральна студія «Арісто».

## Колектив
Постановники
- Борис Балабан
- Януарій Бортник
- Василь Верховинець
- Лідія Камишнікова
- Ірина Клепікова
- Богдан Крижанівський
- Олексій Серьогін
- Шаліко Палтаджян
- Олексій Рябов
- Ярослав Сорочук
- Авнун Якубов

Диригенти
Відуліна Аліса Костянтинівна (1927 — 2022) — перша жінка-диригентка в Україні.
Артисти
- Бідило Олександр Іванович — артист-вокаліст, заслужений артист України[5]
- Аліса Віноградова
- Алла Дадаліна
- Євген Іванов
- Лесь Івашутич
- Елеонора Климчук
- Ірина Клепікова
- Неллі Левантовська-Сіль
- Анатолій Младов
- Віра Новинська
- Віктор Побережец
- Володимир Подсадний
- Валентина Парчеллі
- Людмила Перевощикова
- Кузьма Передерніков
- Дмитро Пономаренко
- Віктор Робертов
- Марія Свірська
- Віталій Ситник
- Ольга Ситник
- Володимир Скляренко
- Харитонова Віра Федорівна
- Алла Хорольська
- Евгеній Холодов
- Володимир Федоренко
- Дмитро Шевцов
- Розалія Уманська
- Борис Яншевський